# Бен (Горња Лоара)
Бен (фр. Bains) насеље је и општина у централној Француској у региону Оверња, у департману Горња Лоара која припада префектури Пиј ан Веле.
По подацима из 2011. године у општини је живело 1.303 становника, а густина насељености је износила 34,69 становника/km². Општина се простире на површини од 37,56 km². Налази се на средњој надморској висини од 975 метара (максималној 1332 m, а минималној 878 m).

## Демографија
| 1962. | 1968. | 1975. | 1982. | 1990. | 1999. | 2011. |
| ----- | ----- | ----- | ----- | ----- | ----- | ----- |
| 815   | 812   | 852   | 841   | 917   | 1.030 | 1.303 |

График промене броја становника у току последњих година